# 베일

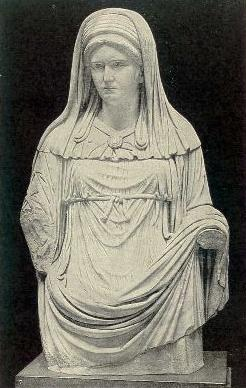

베일(영어: veil) 또는 면사포(面紗布)는 여자가 얼굴이나 머리를 가리기 위해 사용하는 천을 의미한다. 이는 종교적 의미를 띠기도 하는데, 대표적으로 로마가톨릭교회에서는 미사보라는 이름으로 머리를 가리며 기독교계 신흥종교 하나님의교회 세계복음선교협회에서도 머리 수건이라는 이름으로 예배 시 여자가 머리를 가린다. 머리를 가리는 근거는 성경이라고 한다.

## 어원
영어 단어 베일(veil)은 궁극적으로 "돛"을 의미하는 라틴어 vēlum, 인도유럽조어 *wegʰslom, 동사 어근 *wegʰ- "운전하다, 이동하다, 차량을 타다"에서 유래했다.

## 해석
한 가지 견해는 종교적인 물건으로서 사람, 사물 또는 공간을 기리기 위한 것이라는 것이다. 베일의 실제 사회문화적, 심리적, 사회성적 기능은 광범위하게 연구되지 않았지만 사회적 거리 유지와 사회적 지위 및 문화적 정체성의 전달을 포함할 가능성이 높다.
베일은 또한 부분적으로 숨기거나, 위장하거나, 모호하게 만드는 상징적인 해석을 가지고 있다.

## 같이 보기
- 히잡
- 쓰개치마